# Жекан
Жекан — река в России, протекает в Верхнекамском районе Кировской области. Устье реки находится в 26 км по левому берегу реки Кужва. Длина реки составляет 16 км.
Исток реки в болотах в 27 км к юго-востоку от села Кай. Река течёт на север по ненаселённому лесу.

## Данные водного реестра
По данным государственного водного реестра России относится к Камскому бассейновому округу, водохозяйственный участок реки — Кама от истока до водомерного поста у села Бондюг, речной подбассейн реки — бассейны притоков Камы до впадения Белой. Речной бассейн реки — Кама.
Код объекта в государственном водном реестре — 10010100112111100001143.